# Wilfried Hüttl
Wilfried Ernst Adam Hüttl (1938-2018) war ein deutscher Jurist. Er war der Gründungspräsident des Landgericht Ingolstadt.
1. ↑  Traueranzeigen von Wilfried Hüttl | Allgäuer Zeitung. Archiviert vom Original am 14. Januar 2025; abgerufen am 15. August 2025 (deutsch).
2. ↑  Landgericht Ingolstadt - Archiv Aktuelles - Bayerisches Staatsministerium der Justiz. Abgerufen am 15. August 2025.